# بيتر جان بروج
بيتر جان بروج (بالهولندية: Pieter Jan Brugge)‏ (و. 1955  م) هو منتج أفلام، ومخرج أفلام، وكاتب سيناريو هولندي، ولد في ديفينتر.

## التعليم
تعلم في معهد الكونسرفتوار
.

## وصلات خارجية
- بيتر جان بروج على موقع IMDb (الإنجليزية)
- بيتر جان بروج على موقع ألو سيني (الفرنسية)
- بيتر جان بروج على موقع أول موفي (الإنجليزية)
- بيتر جان بروج على موقع بوكس أوفيس موجو (الإنجليزية)
- بيتر جان بروج على موقع قاعدة بيانات الأفلام السويدية (السويدية)
- بيتر جان بروج على موقع قاعدة بيانات الفيلم (الإنجليزية)
- بيتر جان بروج على موقع كينوبويسك (الروسية)